# Isaac Schmidt
Pour les articles homonymes, voir Schmidt.
Isaac Schmidt, né le 7 décembre 1999 à Lausanne en Suisse, est un footballeur suisse, qui évolue au poste d'arrière gauche à Leeds United.

## Biographie

### En club
Né à Lausanne en Suisse, d'une mère nigériane et d'un père d'origine germano-autrichienne, Isaac Schmidt est formé par le FC Lausanne-Sport où il commence au poste d'ailier droit. Il signe son premier contrat professionnel le 14 juin 2019, pour une durée de trois ans, soit jusqu'en juin 2022.
Il fait ses débuts en professionnel avec ce club, jouant son premier match le 30 juin 2020, à l'occasion d'une rencontre de championnat face au Stade Lausanne Ouchy. Il entre en jeu à la place de João Oliveira et les deux équipes se neutralisent (0-0).
Lors de la saison 2019-2020, il participe à la montée du club en première division suisse et glane son premier titre, le club étant sacré champion de deuxième division cette saison-là.
Le 25 juin 2021 Isaac Schmidt s'engage en faveur du FC Saint-Gall. Il signe un contrat courant jusqu'en juin 2023.
Il joue son premier match sous ses nouvelles couleurs le 8 août 2021, lors d'une rencontre de championnat contre le FC Lugano. Il est titularisé et son équipe s'incline par deux buts à un. Le 19 mars 2022, Schmidt inscrit son premier but en professionnel, et donc pour le FC Saint-Gall, contre le FC Lucerne, en championnat. Il est titularisé lors de ce match perdu par son équipe sur le score de trois buts à deux.
Le 30 août 2024, Isaac Schmidt prend la direction de l'Angleterre en s'engageant en faveur de Leeds United. Il signe un contrat de quatre ans, soit jusqu'en juin 2028.

### En sélection
Isaac Schmidt représente l'équipe de Suisse des moins de 20 ans pour un total de deux matchs joués en 2019.

## Palmarès
FC Lausanne-Sport
- Championnat de Suisse D2 (1) :
  - Champion : 2019-20.

 Leeds United
- Championship (1)
  - Champion en 2025